# Abu Musa Mombasa
Abu Musa Mombasa est un membre pakistanais du groupe paramilitaire somalien Al-Shabaab. Il serait le chef de la sécurité du groupe et s’occuperait également des opérations de formation,,.